# 198 Ампелла
198 Ампелла (198 Ampella) — астероїд головного поясу, відкритий 13 червня 1879 року.